# Мейнленд (Оркнейские острова)
Мейнленд (англ. Mainland) — крупнейший по площади («главный») остров в центральной части архипелага Оркнейских островов, Шотландия. На острове расположен административный центр области Оркни Керкуолл и второй по величине город Стромнесс.

## География

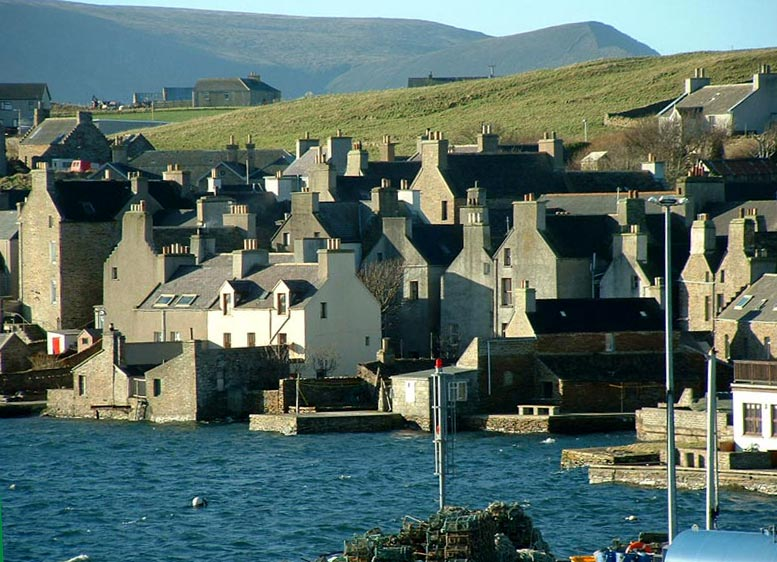
Набережная Стромнесса.

Занимает площадь 523,25 км², что составляет более половины площади архипелага. Это шестой по величине остров Шотландии (не считая основной части на острове Великобритания).
Мейнленд омывается на юго-востоке Северным морем, на северо-западе Атлантическим океаном, по всем остальным сторонам небольшими проливами, отделяющими остров от соседних островов Оркнейского архипелага. Южнее острова находится бухта Скапа-Флоу, известная как база британского флота.
На западе острова находятся озера Лох-оф-Стеннес и Лох-оф-Харрей.

## Население
На острове проживают 15 315 человек (2001), при средней плотности населения 29 чел./км².

## Транспорт
Остров связан дамбой с островами Баррей и далее с Саут-Роналдсей (построенной во время Второй мировой войны для защиты Скапа-Флоу). Со всеми остальными населенными островами архипелага, а также с Абердином и Терсо на основной части страны, остров связан паромными переправами. Также действует аэропорт Керкуолл с регулярными рейсами как на большую землю, так и на более удаленные острова архипелага.

## Достопримечательности
Остров, как и весь архипелаг, имеет богатую историю. На нем расположены все четыре памятника, входящие в объект всемирного наследия ЮНЕСКО «Памятники неолита на Оркнейских островах»:
- Мейсхау — погребальная камера;
- Камни Стеннес — церемониальное кольцо камней;
- Круг Бродгара — церемониальные камни;
- Скара-Брей — поселение.

Кроме этого, на острове есть множество других памятников, среди которых Анстен, Барнхауз, Квонтернесс и Собор святого Магнуса.